# 서상섭
서상섭(徐相燮, 1950년 9월 19일~)은 대한민국의 정치인이다. 제16대 국회의원을 지냈다.

## 학력
- 문학국민학교 졸업
- 인천중학교 졸업
- 제물포고등학교 졸업
- 서울대 문리과대학 사회학과 졸업
- 서울대 신문대학원 신문학과 수료

## 경력
- 현대ㆍ대우그룹 해외프로젝트 팀장(15년근무)
- 나라정책연구회 부회장
- 정치개혁시민연합 기획위원장
- 신정치 추진연합 정책위원장
- 개혁신당 대외협력위원장, 당무위원
- 통합민주당 대외협력위원장, 당무위원
- 한국의 선택21 사무처장
- 한나라당 인천 중ㆍ동ㆍ옹진지구당 위원장
- 인천사회발전연구소 이사장
- 민주화운동청년연합 창립위원
- 월간 사회평론‘길’편집운영위원
- 국민의힘 인천을 살리는 선거대책위원회 선거대책본부 상임고문
- 2023년 4월 대한민국헌정회 이사
- 대한민국헌정회 역사바로세우기특별위원장
- 대한민국헌정회 경기(북부)지회장

## 역대 선거 결과
|  | 13.53% |

|  | 30.43% |

|  | 31.75% |